# Modèle ABC
Développement floral

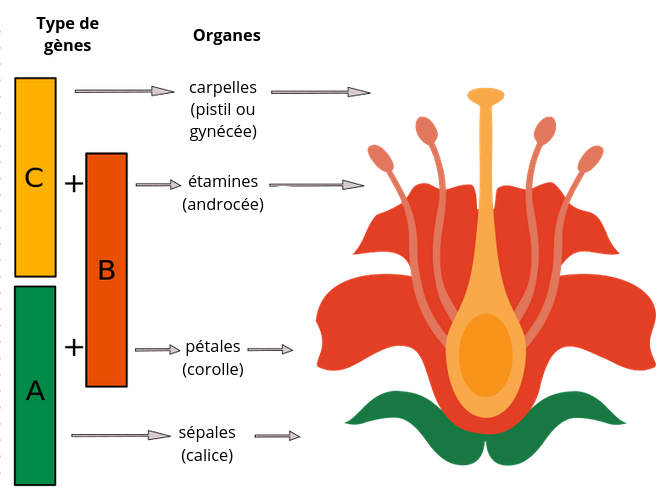
Schéma du modèle ABC du développement floral.

En botanique, le modèle ABC est un modèle scientifique décrivant le fonctionnement génétique du développement floral, processus par lequel les plantes à fleurs produisent une fleur à partir d'un méristème floral. Pour ce faire, trois évolutions physiologiques doivent se produire : premièrement, la plante doit passer de l'immaturité sexuelle à un état de maturité sexuelle (c'est-à-dire une transition vers la floraison) ; deuxièmement, le méristème apical végétatif se transforme en méristème floral ou inflorescence ; et enfin, les organes individuels de la fleur grandissent. Cette dernière phase a été modélisée à l'aide du modèle ABC, qui vise à décrire la base biologique du processus du point de vue de la génétique moléculaire et du développement.
Un stimulus externe est nécessaire pour déclencher la différenciation du méristème en un méristème floral. Ce stimulus active la division cellulaire mitotique dans le méristème apical, en particulier sur ses côtés où de nouveaux primordia sont formés. Ce même stimulus amène à la croissance de méristèmes floraux par opposition aux méristèmes végétatifs. La principale différence entre ces deux types de méristèmes, outre la disparité entre l'organe objectif (végétatif ou reproducteur), est la phyllotaxie verticillée, c'est-à-dire l'absence d'élongation de la tige parmi les verticilles successifs du primordium. Ces verticilles suivent un développement acropétal, donnant naissance aux sépales, pétales, étamines et carpelles. Une autre différence avec les méristèmes axillaires végétatifs est que le méristème floral est « déterminé », ce qui signifie qu'une fois différenciées, ses cellules ne se divisent plus.
L'identité des organes présents dans les quatre verticilles floraux (calice, corolle, étamines et pistil) est la conséquence de l'interaction d'au moins trois types de produits génétiques, chacun ayant des fonctions distinctes. Selon le modèle ABC, les fonctions A et C sont nécessaires pour déterminer l'identité des verticilles du périanthe et des verticilles reproducteurs, respectivement. Ces fonctions sont exclusives et l'absence de l'une d'entre elles signifie que l'autre déterminera l'identité de toutes les verticilles florales. La fonction B permet de différencier les pétales des sépales sur le verticille secondaire, ainsi que de différencier l'étamine du carpelle sur le verticille tertiaire.
La théorie foliaire de Goethe a été formulée au XVIIIe siècle et suggère que les parties constitutives d'une fleur sont des feuilles structurellement modifiées, qui sont fonctionnellement spécialisées pour la reproduction ou la protection. La théorie a été publiée pour la première fois en 1790 dans l'essai Versuch die Metamorphose der Pflanzen zu erklären [« Tentative d'explication de la métamorphose des plantes »], dans lequel Goethe écrit :

« on peut aussi bien dire qu'une étamine est un pétale contracté, qu'un pétale est une étamine en expansion ; ou qu'un sépale est une feuille de tige contractée approchant un certain stade de raffinement, qu'une feuille de tige est un sépale élargi par l'afflux de sèves plus grossières. »

## Transition florale
Le passage de la phase végétative à la phase reproductive implique un changement radical dans le cycle vital de la plante, peut-être le plus important, car le processus doit se dérouler correctement afin de garantir la descendance de la plante. Cette transition se caractérise par l'induction et le développement du méristème de l'inflorescence, qui produit un ensemble de fleurs ou une seule fleur. Ce changement morphogénétique contient des éléments endogènes et exogènes. Par exemple, pour que le changement soit initié, la plante doit avoir un certain nombre de feuilles et contenir un certain niveau de biomasse totale. Certaines conditions environnementales sont également requises, comme une photopériode caractéristique. Les hormones végétales jouent un rôle important dans ce processus, en particulier les gibbérellines.
De nombreux signaux régulent la biologie moléculaire du processus. Les trois gènes suivants de l'espèce Arabidopsis thaliana possèdent des fonctions communes et indépendantes dans la transition florale : Flowering Locus T (FT), Leafy (LFY), Suppressor of overexpression of constans1 (SOC1, également appelé AGAMOUS-LIKE20). SOC1 est un gène de type MADS-box, qui intègre les réponses à la photopériode, à la vernalisation et aux gibbérellines.

## Formation du méristème floral ou de l'inflorescence
Le méristème peut être défini comme le tissu ou groupe de tissus contenant des cellules souches indifférenciées, capables de produire n'importe quel type de tissu cellulaire. Leur maintien et leur développement, tant dans le méristème végétatif que dans le méristème floral, sont contrôlés par des mécanismes génétiques de détermination cellulaire. Cela signifie qu'un certain nombre de gènes régulent directement, par exemple, le maintien des caractéristiques de la cellule souche (gène WUSCHEL ou WUS), et que d'autres agissent via des mécanismes de rétroaction négative afin d'inhiber une caractéristique (gène CLAVATA ou CLV). Les deux mécanismes donnent ainsi naissance à une boucle de rétroaction qui, avec d'autres éléments, confère une grande robustesse au système. Outre le gène WUS, le gène SHOOTMERISTEMLESS (STM) réprime également la différenciation du dôme méristématique. Ce gène agit en inhibant la différenciation possible des cellules souches, tout en permettant la division cellulaire des cellules filles qui, si elles avaient pu se différencier, auraient donné naissance à des organes distincts.

## Architecture florale

Anatomie d'une fleur.

L'anatomie d'une fleur, définie par la présence d'une série d'organes (sépales, pétales, étamines et carpelles) positionnés selon un schéma donné, facilite la reproduction sexuée des Angiospermes. La fleur naît de l'activité de trois classes (ou types) de gènes, qui régulent le développement floral :
- les gènes d'identité du méristème, qui codent les facteurs de transcription nécessaires pour initier l'induction des gènes d'identité. Ce sont des régulateurs positifs de l'identité des organes au cours du développement floral ;
- les gènes d'identité d'organe, qui contrôlent directement l'identité des organes et codent également des facteurs de transcription qui contrôlent l'expression d'autres gènes dont les produits sont impliqués dans la formation ou la fonction des organes distincts de la fleur ;
- les gènes cadastraux, qui agissent comme régulateurs spatiaux des gènes d'identité d'organe en définissant les limites de leur expression. Ils contrôlent ainsi le degré d'interaction des gènes et déterminent s'ils agissent au même endroit et au même moment.

### Principe du modèle ABC

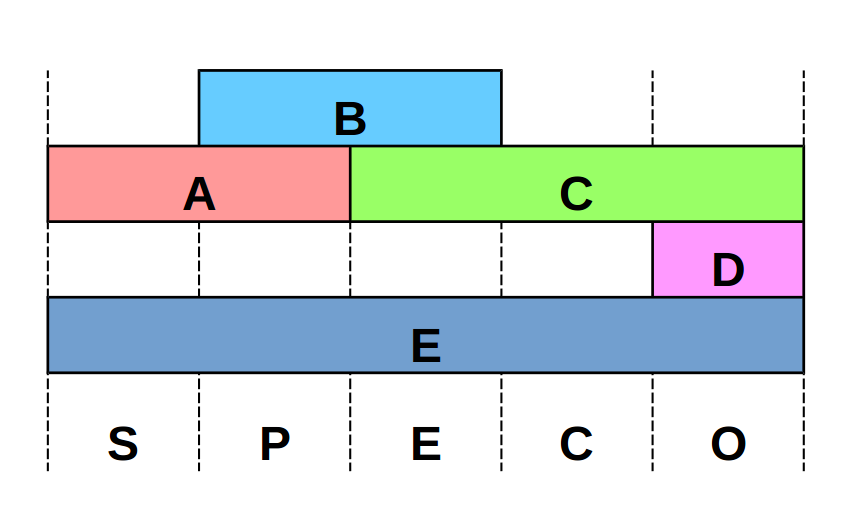
Modèle ABCDE :
S : sépales, P : pétales, E : étamines, C : carpelles, O : ovules.

Le modèle ABC du développement floral a été formulé pour la première fois par George Haughn et Chris Somerville en 1988. Il a d'abord été utilisé pour décrire l'ensemble des mécanismes génétiques qui établissent l'identité des organes floraux chez les Rosidées, telle Arabidopsis thaliana, et chez les Astéridées, telle Antirrhinum majus. Ces deux espèces présentent quatre verticilles (sépales, pétales, étamines et carpelles), qui sont définis par l'expression différentielle d'un certain nombre de gènes homéotiques présents dans chaque verticille. Ainsi, les sépales sont uniquement caractérisés par l'expression des gènes A, tandis que les pétales sont caractérisés par la co-expression des gènes A et B. Les gènes B et C établissent l'identité des étamines et les carpelles ne nécessitent que les gènes C pour être actifs. Les gènes de type A et C sont réciproquement antagonistes.
Le fait que ces gènes homéotiques déterminent l'identité d'un organe devient évident lorsqu'un gène représentant une fonction particulière, par exemple le gène A, n'est pas exprimé. Chez Arabidopsis, cette perte se traduit par une fleur composée d'un verticille de carpelles, d'un autre d'étamines et d'un autre de carpelles. Cette méthode d'étude de la fonction des gènes utilise des techniques de génétique inverse pour produire des plantes transgéniques qui contiennent un mécanisme d'extinction des gènes par interférence ARN. Dans d'autres études, utilisant des techniques de génétique directe telles que la cartographie génétique, c'est l'analyse des phénotypes des fleurs présentant des anomalies structurelles qui conduit au clonage du gène d'intérêt. Les fleurs peuvent posséder un allèle non fonctionnel ou sur-exprimé pour le gène étudié.
L'existence de deux fonctions supplémentaires, D et E, a également été proposée en plus des fonctions A, B et C déjà évoquées. La fonction D spécifie l'identité de l'ovule, en tant que fonction reproductive distincte du développement des carpelles, qui a lieu après leur détermination. La fonction E se rapporte à une exigence physiologique qui est une caractéristique de tous les verticilles floraux, bien qu'elle ait été initialement décrite comme nécessaire au développement des trois verticilles les plus internes (fonction E sensu stricto). Cependant, sa définition plus large (sensu lato) suggère qu'elle est nécessaire dans les quatre verticilles. Par conséquent, lorsque la fonction D est perdue, la structure des ovules devient similaire à celle des feuilles et lorsque la fonction E est perdue sensu stricto, les organes floraux des trois verticilles les plus externes sont transformés en sépales, tandis que lorsque la fonction E est perdue sensu lato, tous les verticilles sont similaires à des feuilles. Les produits génétiques des gènes ayant des fonctions D et E sont également des gènes à boîtes MADS.

### Analyse génétique

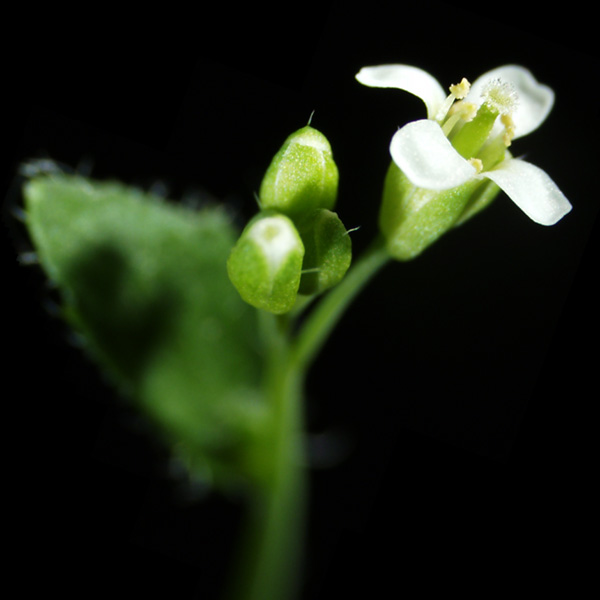
Fleur de A. thaliana.

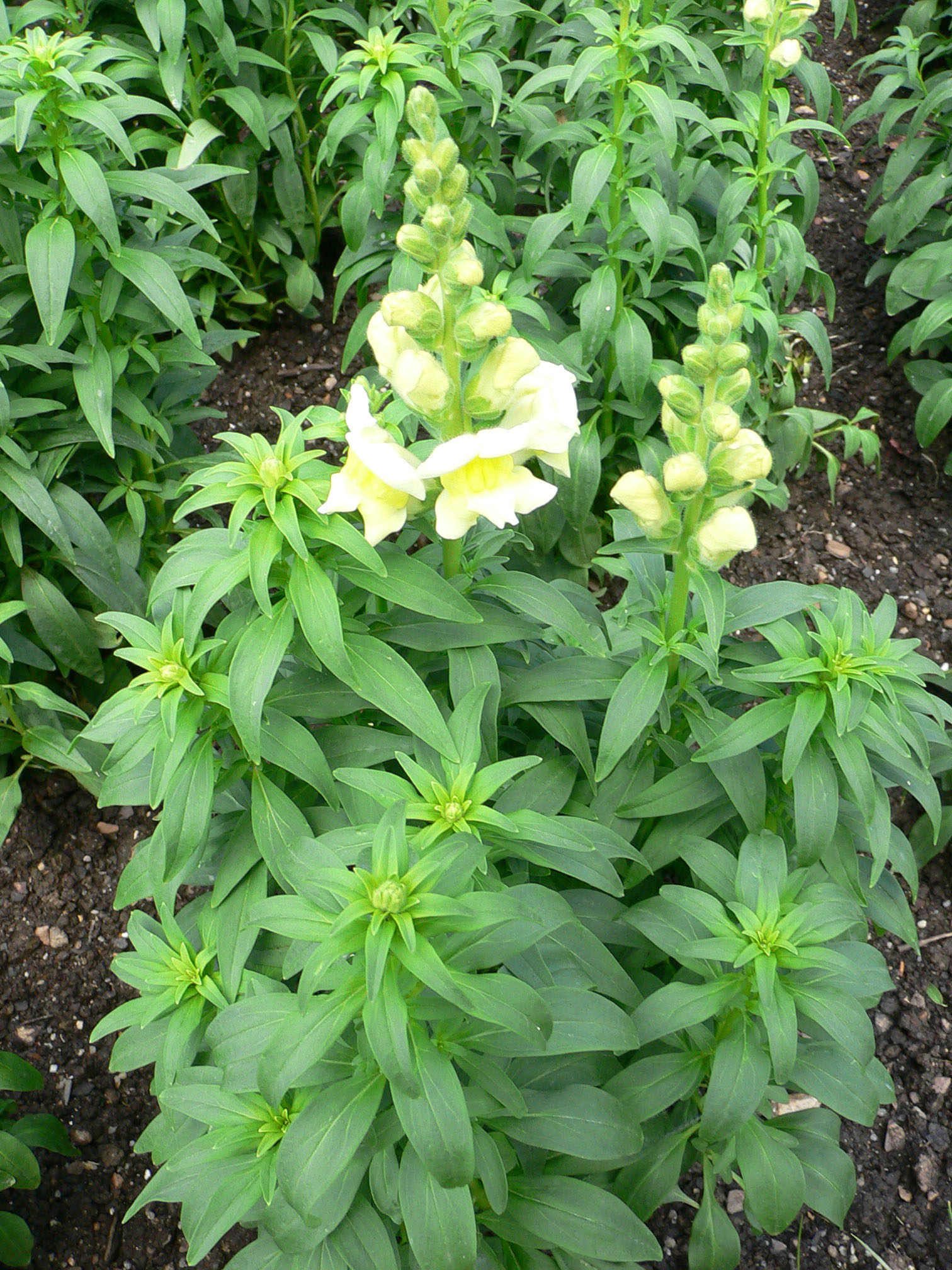
Fleurs de A. majus.

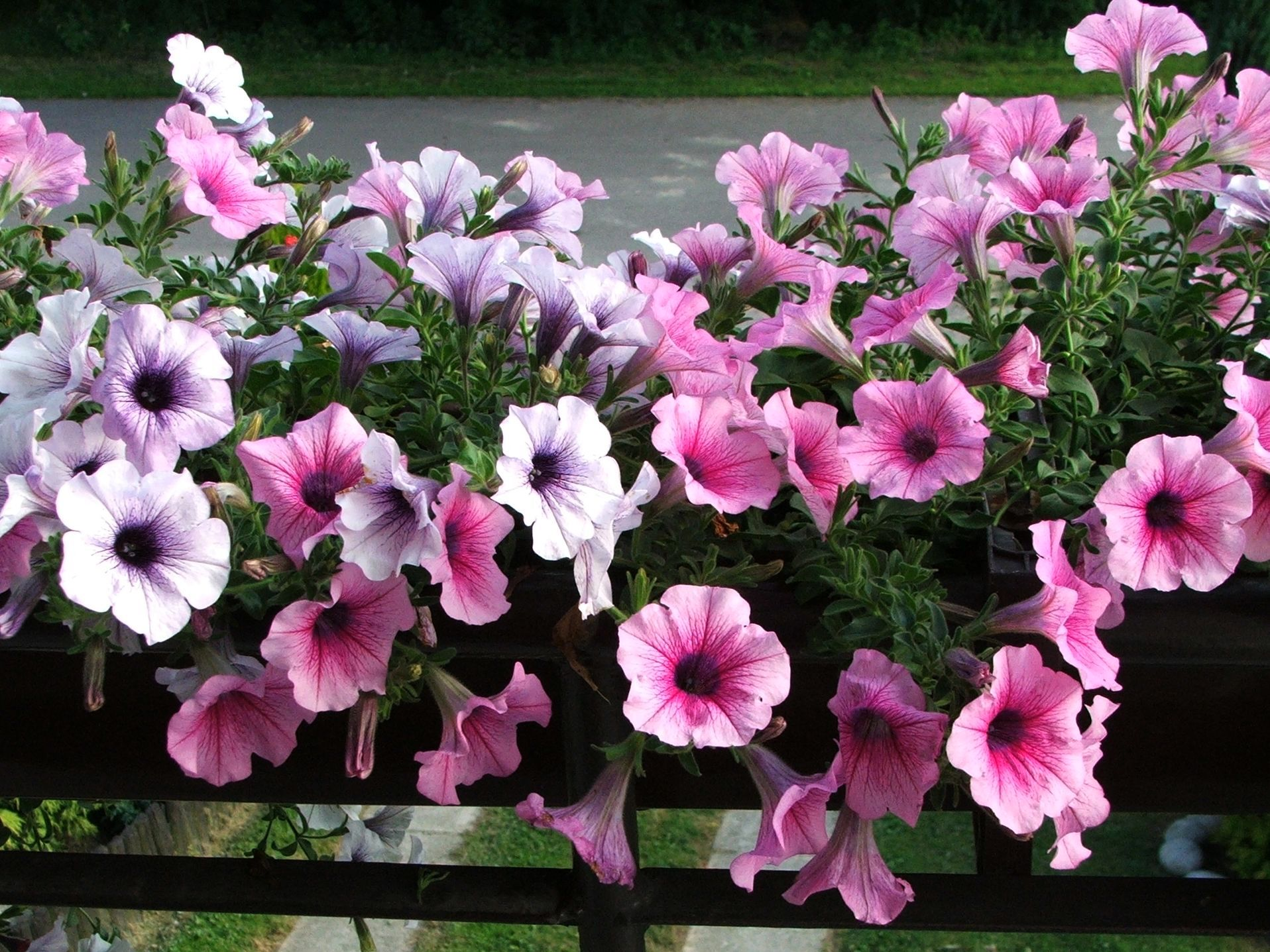
Fleurs de Petunia hybrida.

La méthodologie d'étude du développement floral comporte deux étapes. Tout d'abord, l'identification des gènes exacts nécessaires pour déterminer l'identité du méristème floral. Chez A. thaliana, il s'agit des gènes APETALA1 (AP1) et LEAFY (LFY). Deuxièmement, une analyse génétique est effectuée sur les phénotypes aberrants pour les caractéristiques relatives des fleurs, ce qui permet de caractériser les gènes homéotiques impliqués dans le processus.

#### Analyse des mutants
Il existe un grand nombre de mutations qui affectent la morphologie florale, bien que l'analyse de ces mutants soit récente. L'existence de ces mutations est étayée par le fait qu'un grand nombre d'entre elles affectent l'identité des organes floraux. Par exemple, certains organes se développent à un endroit où d'autres devraient se développer. C'est ce que l'on appelle une mutation homéotique, qui est analogue aux mutations du gène Hox que l'on trouve chez la Drosophile. Chez Arabidopsis et Antirrhinum, les deux taxons sur lesquels les modèles sont basés, ces mutations affectent toujours des verticilles adjacents. Ceci permet de caractériser trois classes de mutations, en fonction des verticilles affectés :
- mutations dans les gènes de type A - Ces mutations affectent le calice et la corolle, verticilles les plus externes. Chez ces mutants, comme APETALA2 chez A. thaliana, les carpelles se développent à la place des sépales et les étamines à la place des pétales. Cela signifie que les verticilles du périanthe sont transformés en verticilles reproducteurs.
- mutations dans les gènes de type B - Ces mutations affectent la corolle et l'étamine, verticilles intermédiaires. Deux mutations ont été trouvées chez A. thaliana, APETALA3 et PISTILLATA, qui provoquent le développement de sépales à la place des pétales et de carpelles à la place des étamines.
- mutations dans les gènes de type C - Ces mutations affectent les verticilles reproducteurs, à savoir les étamines et les carpelles. Le mutant d'A. thaliana de ce type est appelé AGAMOUS, il possède un phénotype contenant des pétales à la place des étamines et des sépales à la place des carpelles.

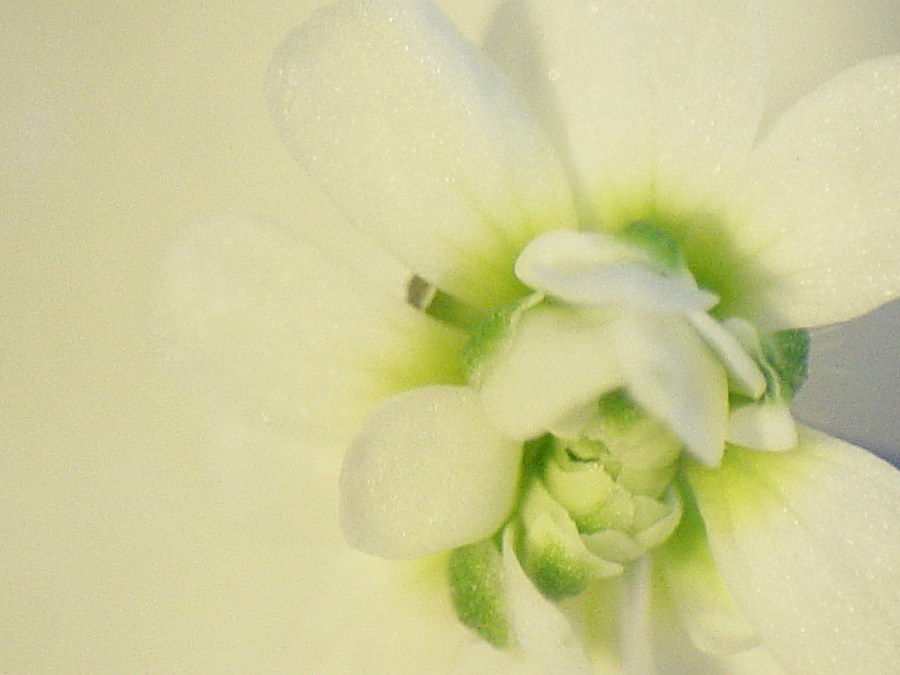
Mutation du gène AGAMOUS donnant lieu à une Arabidopsis à fleurs doubles.

#### Techniques de détection de l'expression différentielle
Des études de clonage ont été réalisées sur l'ADN des gènes associés aux fonctions homéotiques affectées chez les mutants mentionnés ci-dessus. Ces études ont utilisé l'analyse en série de l'expression des gènes tout au long du développement floral pour montrer des schémas d'expression tissulaire qui, en général, correspondent aux prédictions du modèle ABC.
La nature de ces gènes correspond à celle des facteurs de transcription qui, comme prévu, ont des structures analogues à un groupe de facteurs présents dans les levures et les cellules animales. Ce groupe est appelé MADS, acronyme des différents facteurs contenus dans le groupe. Ces facteurs MADS ont été détectés dans toutes les espèces végétales étudiées, sans que l'on puisse exclure l'implication d'autres éléments dans la régulation de l'expression des gènes.

### Gènes présentant une fonction de type A
Chez A. thaliana, la fonction A est principalement représentée par deux gènes APETALA1 (AP1) et APETALA2 (AP2). AP1 est un gène de type MADS-box, tandis que AP2 appartient à la famille de gènes contenant AP2, à laquelle il donne son nom et qui se compose de facteurs de transcription que l'on ne trouve que chez les plantes. Il a également été démontré que AP2 se complexifie avec le corépresseur TOPLESS (TPL) dans les bourgeons floraux en développement pour réprimer le gène de classe C AGAMOUS (AG). Cependant, AP2 n'est pas exprimé dans le méristème apical des pousses (SAM), qui contient la population de cellules souches latentes tout au long de la vie adulte d'Arabidopsis, et on suppose donc que TPL travaille avec un autre gène de classe A dans le SAM pour réprimer AG. AP1 fonctionne comme un gène de type A, à la fois en contrôlant l'identité des sépales et des pétales, et il agit également dans le méristème floral. AP2 fonctionne non seulement dans les deux premiers verticilles, mais aussi dans les deux autres, dans les ovules en développement et même dans les feuilles. Il est également probable qu'il existe une régulation post-Transcriptionnelle qui contrôle sa fonction A, ou même qu'il ait d'autres fonctions dans la détermination de l'identité des organes indépendamment de ce qui est mentionné ici.
Chez Antirrhinum, le gène orthologue de AP1 est SQUAMOSA (SQUA), qui a également un impact particulier sur le méristème floral. Les homologues de AP2 sont LIPLESS1 (LIP1) et LIPLESS2 (LIP2), qui ont une fonction redondante et sont particulièrement intéressants pour le développement des sépales, des pétales et des ovules.
Au total, trois gènes similaires à AP2 ont été isolés chez Petunia hybrida : P. hybrida APETALA2A (PhAP2A), PhAP2B et PhAP2C. PhAP2A est, dans une large mesure, homologue au gène AP2 d'Arabidopsis, à la fois dans sa séquence et dans son profil d'expression, ce qui suggère que les deux gènes sont orthologues. Les protéines PhAP2B et PhAP2C, en revanche, sont légèrement différentes, bien qu'elles appartiennent à la famille des facteurs de transcription similaires à AP2. De plus, elles sont exprimées de manière différente, bien qu'elles soient très similaires par rapport à PhAP2A. En fait, les mutants de ces gènes ne présentent pas le phénotype habituel, celui des allèles nuls des gènes A. Un véritable gène de la fonction A n'a pas été trouvé chez le pétunia ; bien qu'une partie de la fonction A (l'inhibition du C dans les deux verticilles extérieurs) ait été largement attribuée au miRNA169 (familièrement appelé BLIND).

### Gènes présentant une fonction de type B
Chez A. thaliana, la fonction de type B provient principalement de deux gènes, APETALA3 (AP3) et PISTILLATA (PI), qui sont tous deux des gènes MADS-box. Une mutation de l'un de ces gènes entraîne la conversion homéotique des pétales en sépales et des étamines en carpelles, ce qui se produit également chez les orthologues d'A. majus, respectivement DEFICIENS (DEF) et GLOBOSA (GLO). Pour les deux espèces, la forme active de liaison avec l'ADN est celle dérivée de l'hétérodimère : AP3 et PI, ou DEF et GLO, se dimérisent. C'est sous cette forme qu'ils peuvent fonctionner.
Les lignées GLO/PI qui ont été dupliquées chez Petunia contiennent P. hybrida GLOBOSA1 (PhGLO1, également appelé FBP1) et également PhGLO2 (également appelé PMADS2 ou FBP3). Pour les éléments fonctionnels équivalents à AP3/DEF chez Petunia, il existe à la fois un gène qui possède une séquence relativement similaire, appelé PhDEF, et un gène de fonction B atypique appelé PhTM6. Des études phylogénétiques ont placé les trois premiers dans la lignée euAP3, tandis que PhTM6 appartient à la lignée paleoAP3. En termes d'histoire évolutive, l'apparition de la lignée euAP3 semble être liée à l'émergence des Dicotylédones, car des représentants des gènes à fonction B de type euAP3 sont présents dans les Dicotylédones, tandis que les gènes paleoAP3 sont présents dans les Monocotylédones et les Angiospermes basales, entre autres.
Comme vu plus haut, les organes floraux des Dicotylédones vraies sont disposés en quatre verticilles différents, contenant les sépales, les pétales, les étamines et les carpelles. Selon le modèle ABC, l'identité de ces organes est déterminée par les gènes homéotiques A, A+B, B+C et C, respectivement. Contrairement aux verticilles des sépales et des pétales des Dicotylédones vraies, les périanthes de nombreuses plantes de la famille des Liliacées possèdent deux verticilles pétaloïdes externes presque identiques (les tépales). Afin d'expliquer la morphologie florale des Liliacées, van Tunen et al. ont proposé en 1993 un modèle ABC modifié. Ce modèle suggère que les gènes de classe B ne sont pas seulement exprimés dans les verticilles 2 et 3, mais aussi dans le 1. Il s'ensuit que les organes des verticilles 1 et 2 expriment des gènes de classe A et B et que c'est pour cette raison qu'ils ont une structure pétaloïde. Ce modèle théorique a été prouvé expérimentalement par le clonage et la caractérisation des homologues des gènes GLOBOSA et DEFICIENS d{{}}Antirrhinum chez une Liliacée, la tulipe Tulipa gesneriana. Ces gènes sont exprimés dans les verticilles 1, 2 et 3. Les homologues GLOBOSA et DEFICIENS ont également été isolés et caractérisés chez Agapanthus praecox subsp. orientalis (famille des Agapanthaceae), qui est phylogénétiquement éloigné des organismes modèles. Dans cette étude, les gènes ont été appelés ApGLO et ApDEF, respectivement. Tous deux contiennent des cadres de lecture ouverts qui codent des protéines de 210 à 214 acides aminés. L'analyse phylogénétique de ces séquences a indiqué qu'elles appartiennent à la famille des gènes B des Monocotylédones. Des études d'hybridation in situ ont révélé que les deux séquences sont exprimées dans le verticille 1 ainsi que dans les verticilles 2 et 3. L'ensemble de ces observations montre que le mécanisme de développement floral d'Agapanthus suit également le modèle ABC modifié.

### Gènes présentant une fonction de type C
Chez A. thaliana, la fonction C est dérivée d'un gène de type MADS-box appelé AGAMOUS (AG), qui intervient à la fois dans l'établissement de l'identité de l'étamine et du carpelle et dans la détermination du méristème floral. Par conséquent, les mutants AG sont dépourvus d'androcée et de gynécée et sont remplacés par des pétales et des sépales. En outre, la croissance au centre de la fleur est indifférenciée, ce qui explique que les pétales et les sépales poussent en verticilles répétitifs.
Le gène PLENA (PLE) est présent chez A. majus, à la place du gène AG, bien qu'il ne s'agisse pas d'un orthologue. En revanche, le gène FARINELLI (FAR) est un orthologue, spécifique du développement des anthères et de la maturation du pollen.
Chez Petunia, Antirrhinum et chez le Maïs, la fonction C est contrôlée par un certain nombre de gènes agissant de la même manière. Les gènes homologues les plus proches de AG chez Petunia sont pMADS3 et floral-binding protein 6 (FBP6).

### Gènes présentant des fonctions de type D et E
Les gènes à fonction D ont été découverts en 1995. Ces gènes codent des protéines à boîte MADS et ont une fonction distincte de celles décrites précédemment, bien qu'ils aient une certaine homologie avec les gènes à fonction C. Ces gènes sont appelés Floral Binding Protein7 (FBP7) et Floral Binding Protein1l (FBP1l). Chez Petunia, ils sont impliqués dans le développement de l'ovule. Des gènes équivalents ont ensuite été trouvés chez Arabidopsis, où ils sont également impliqués dans le contrôle du développement des carpelles et de l'ovule et même dans des structures liées à la dispersion des graines.
L'apparition de phénotypes intéressants dans les études d'interférence ARN chez le Pétunia et la Tomate a conduit, en 1994, à la définition d'un nouveau type de fonction dans le modèle de développement floral. On pensait initialement que la fonction E n'était impliquée que dans le développement des trois verticilles les plus internes, mais des travaux ultérieurs ont montré que son expression était nécessaire dans tous les verticilles floraux.

### Tableau récapitulatif
|            | A. majus                       | A. thaliana                     | P. hybrida                                    |
| ---------- | ------------------------------ | ------------------------------- | --------------------------------------------- |
| Function A | SQUAMOSA (SQUA)                | APETALA2 (AP2), APETALA1 (AP1)  | PhAP2A, PhAP2C, PhAP2C                        |
| Function B | DEFICIENS (DEF), GLOBOSA (GLO) | APETALA3 (AP3), PISTILLATA (PI) | PhGLO1, PhGLO2 (=PMADS2 o FBP3), PhDEF, PhTM6 |
| Function C | PLENA (PLE), FARINELLI (FAR)   | AGAMOUS (AG)                    | pMADS3, FBP6                                  |